# L'Homme mouche
 (juillet 2025).
Pour plus de détails, voir Fiche technique et Distribution.
L'Homme mouche est un film français réalisé par Georges Méliès, sorti en 1902.
C'est l'un des premiers films colorisés à la main.